# Sierra de Montsant
Sierra de Montsant är en bergskedja i Spanien. Den ligger i Província de Tarragona i Katalonien, i den östra delen av landet. Namnet är medeltida och betyder "heliga bergskedjan", och kommer av att många eremiter bosatte sig där. De högsta punkterna är Roca Corbatera (1163 m), Piló dels Senyalets (1109 m) och la Cogulla (1063 m). Rödvinsdistriktet Montsant har fått namn efter kedjan.